# 포드 이코노라인
포드 이코노라인은 미국의 자동차 회사인 포드에서 만드는 승합차이자 트럭이다. 1961년에 최초로 출시된 차종이다.
포드 이코노라인은 1961년에 최초로 출시된 이후로 세대의 변화가 있었다. 가장 초기형인 1세대 차종은 1961년부터 1967년까지 꾸준히 판매되었으며, 2세대는 1968년부터 1974년까지, 3세대는 1975년부터 1991년까지 각각 판매되었고 1992년부터 4세대가 출시된 이후로 페이스리프트만 거친 것 외에는 꾸준히 생산되고 있다. 대한민국에서도 수입이 되었으며 대한민국에서는 주로 구급차, 소방차, 자가용 등으로 운행되고 포드 익스커션과 함께 청와대의 경호 차량으로 운행하기도 하였다. 화물차 사양은 주로 픽업 트럭으로 만들어지며 캠핑카로 특장되어 운영되기도 한다.

## 같이 보기
- 포드
- 승합차
- 화물차